# Distretto di Esil (Kazakistan Settentrionale)
Il distretto di Esil (in kazako: Есіл ауданы) è un distretto (audan) del Kazakistan con capoluogo Âvlenka.